# الزيتون (مالطا)
الزيتون هي بلدية في مالطا، تتبع المنطقة الجنوبية الشرقية (مالطا) ‏، بلغ عدد سكانها 11٬508  نسمة، في 2014، تبلغ مساحتها 7٫4 كيلومتر مربع.

## مدن توأم
المدن التوأم:
- تشلانو
- طشانة.

## أعلام
- إيان أزوباردي
- جورج فيلا
- أنطوان زهرة